# Diplacodes haematodes
Diplacodes haematodes är en trollsländeart som först beskrevs av Hermann Burmeister 1839.  Diplacodes haematodes ingår i släktet Diplacodes och familjen segeltrollsländor. Inga underarter finns listade i Catalogue of Life.

## Bildgalleri

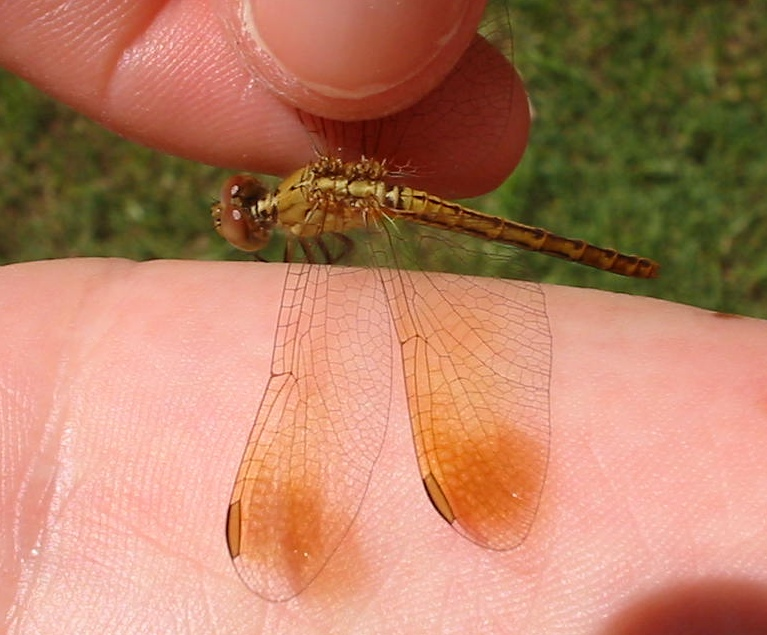
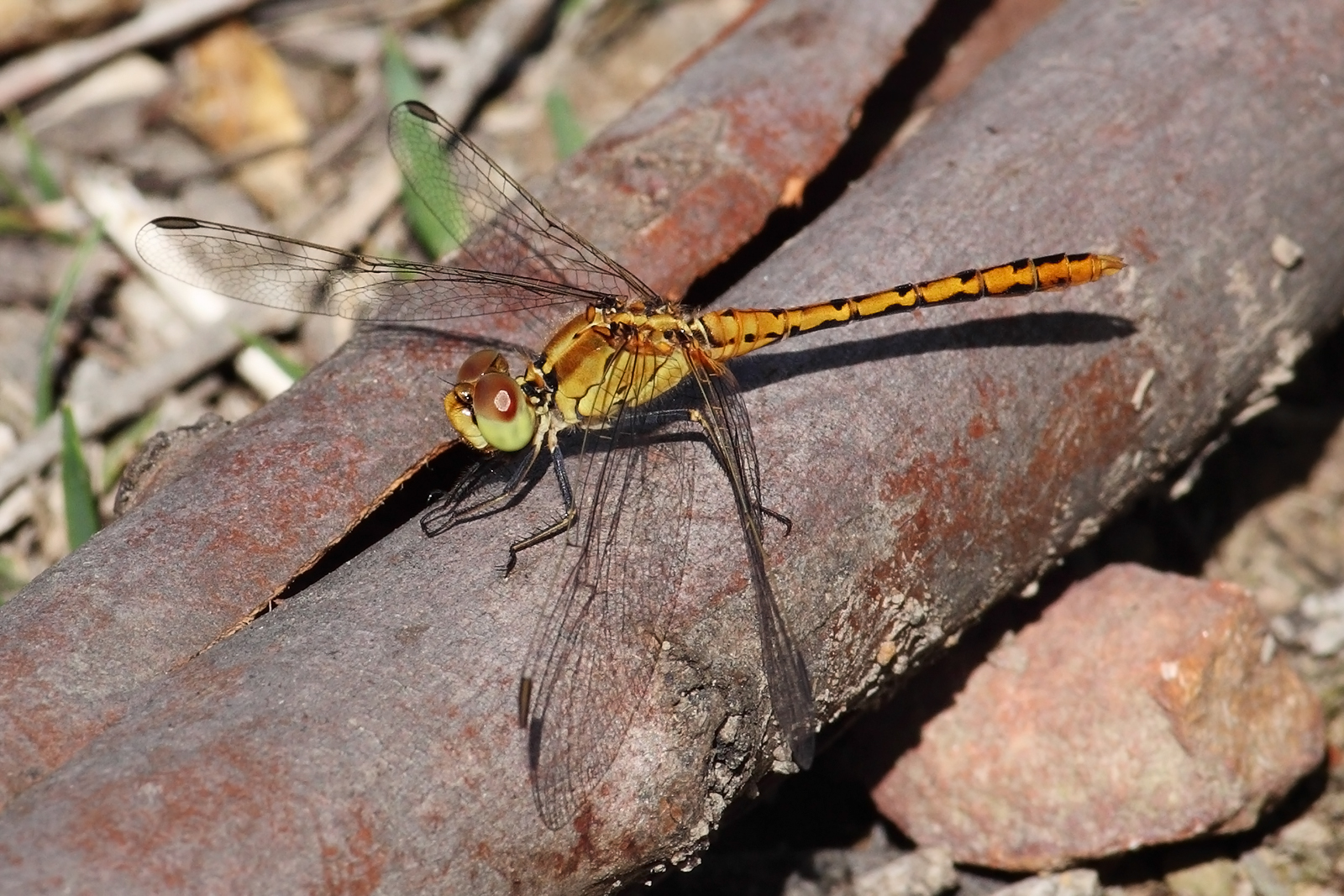
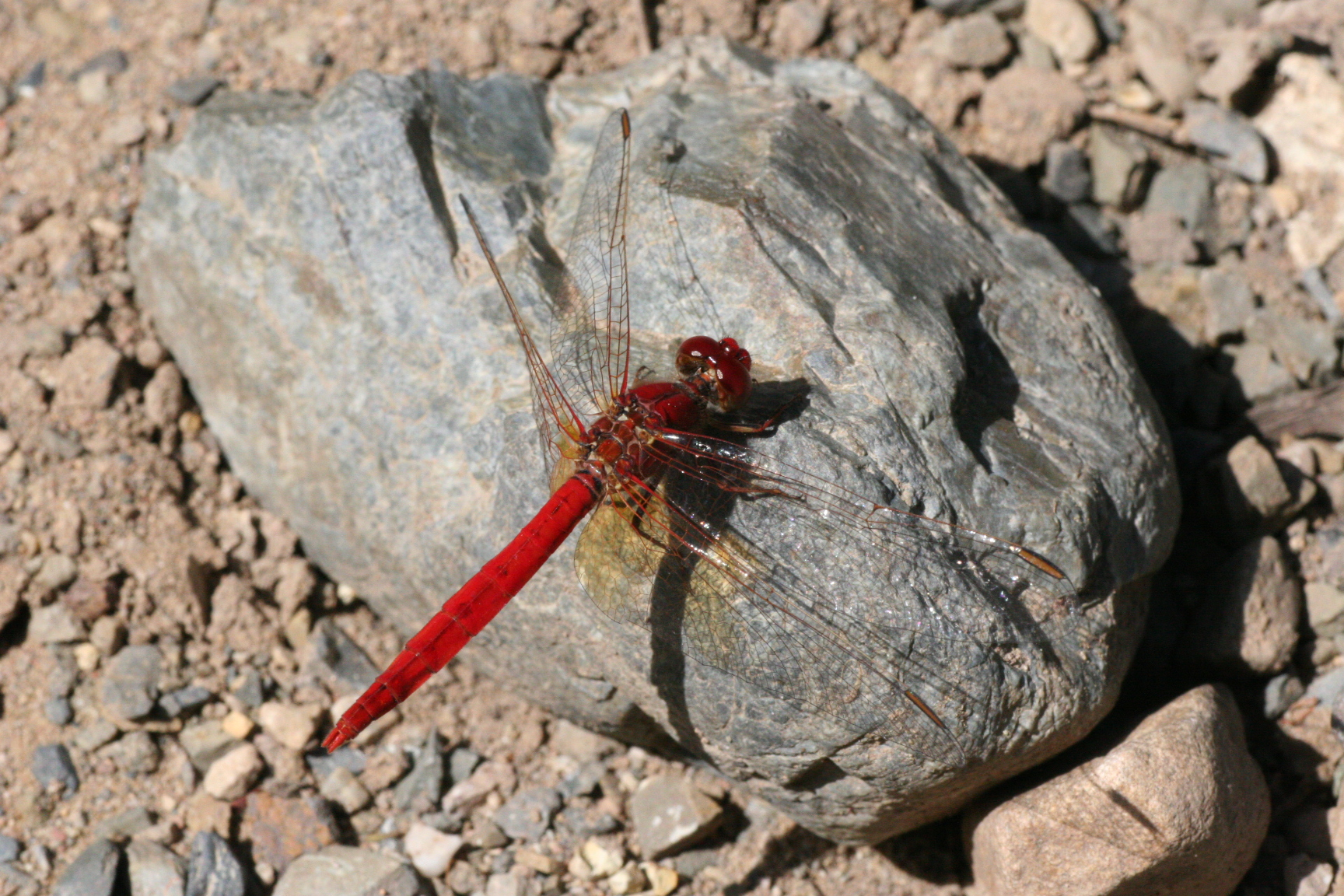